# Siedlung Dunkelschlag

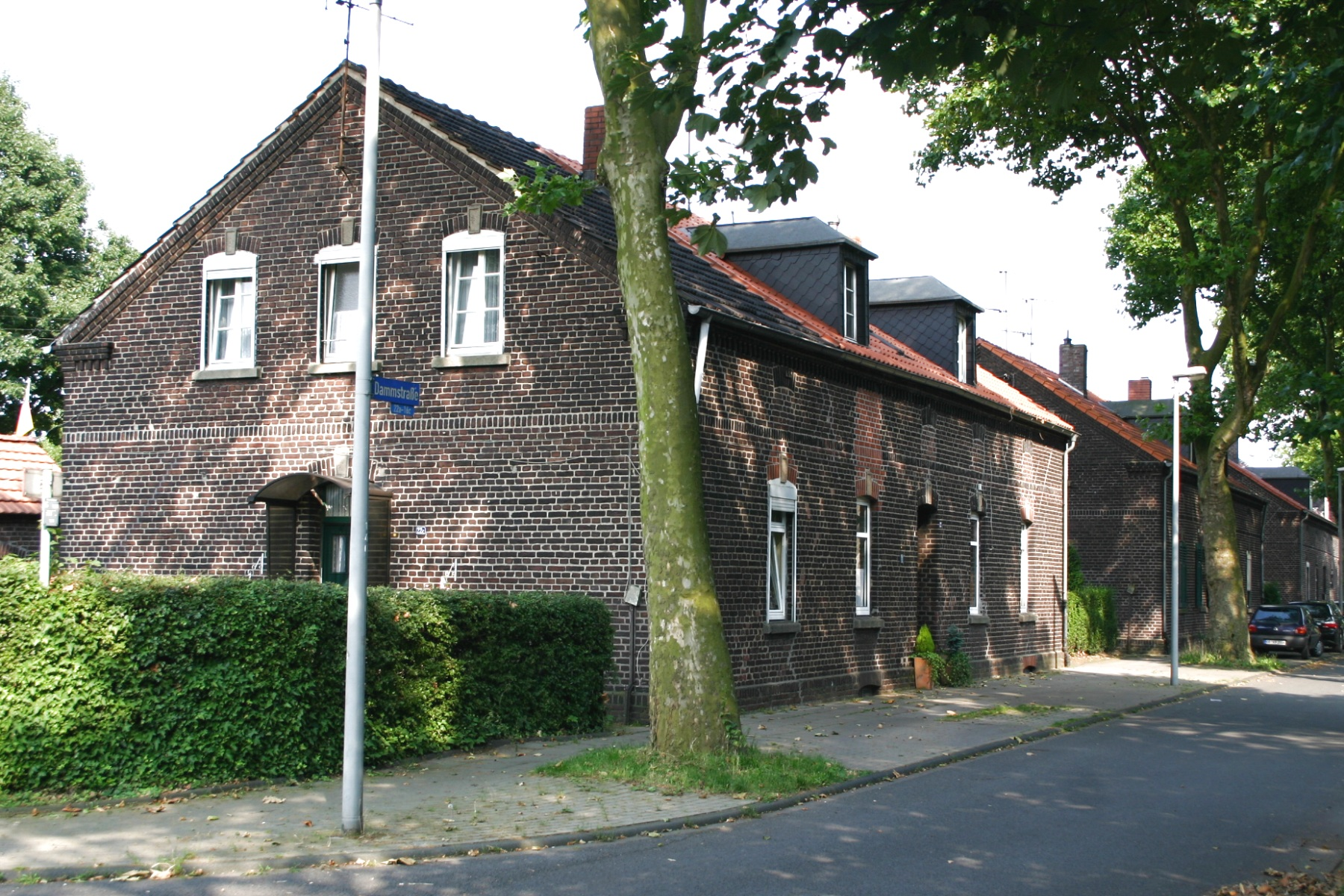
Häuser an der Dammstraße

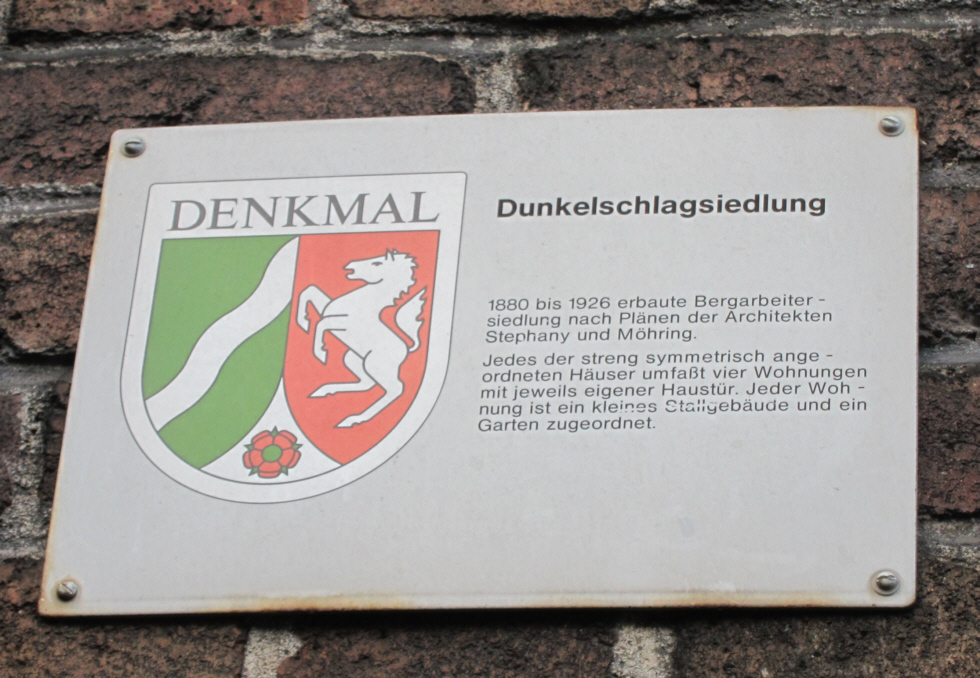
Denkmalsschild

Die Siedlung Dunkelschlag ist eine ehemalige Bergarbeiter-Siedlung in Oberhausen im Sterkrader Ortsteil Alsfeld. Die Herleitung des Namens ergibt sich aus der unmittelbaren Nachbarschaft zum Waldgebiet Dunkelschlag.
Die Siedlung wurde 1904 von der Gutehoffnungshütte erbaut, um dort Arbeiter der nahe gelegenen neuen Zeche Sterkrade unterzubringen. Es entstanden zunächst 50 Häuser mit dem so genannten Kreuzgrundriss, die jeweils vier Wohnungen mit separatem Eingang enthielten. Die einzelnen Wohnungen verfügten durchweg über zwei Räume im Erdgeschoss und zwei weitere im Obergeschoss. Aborte und Stallungen befanden sich in separaten Gebäuden im Hof- und Gartenbereich. Durch spätere Ankäufe und Neubauten wuchs die Kolonie auf 68 Häuser mit 256 Wohnungen an. Die für die Siedlung neu angelegten Straßen tragen heute noch die sprechenden Namen: Erz-, Gruben-, Schacht- und Zechenstraße. Hinzu kommt die Dammstraße, die parallel zur Bahnstrecke Oberhausen–Arnheim verläuft.
Die erste Generation der Bewohner stammte überwiegend aus den Ostprovinzen des Deutschen Reiches und dem benachbarten Ausland. Infolge des Abteufens zahlreicher neuer Zechen stieg um 1900 die Zahl der Bergarbeiter im Raum Oberhausen stark an. Betrug der Anteil der ostdeutschen und ausländischen Arbeiter an den Belegschaften im Bergrevier Oberhausen 1893 noch 15,7 %, so stieg er bis 1912 auf 54,6 %.
Anfangs gab es Spannungen zwischen Einheimischen und Zugewanderten; bald jedoch entwickelte sich ein starker Zusammenhalt zwischen den Bewohnern der Siedlung, die zunehmend in den Ruf kam, ein „radikales Nest“ zu sein. Auch während des Dritten Reiches war sie ein Ort des – allerdings eher passiven als aktiven – Widerstands.
Im Zuge des allmählichen Zechensterbens, das ab den 1950er Jahren begann, verwandelte sich die Berufs- und Altersstruktur der Siedlungsbewohner deutlich. 1985 lebten dort 73 Rentnerehepaare, 55 Bergmannswitwen, 6 Witwer und 72 aktive Bergleute, davon die Hälfte ausländische Einwohner.
Als Anfang der 1980er Jahre Bergschäden zum Abriss einzelner Häuser führten, setzte sich eine Bürgerinitiative erfolgreich für den Erhalt der Siedlung ein, die 1987 unter Denkmalschutz gestellt wurde. Durch Erzählungen des langjährigen Bewohners Johann Grohnke, die teilweise mit Unterstützung von Janne und Roland Günter publiziert wurden, erlangte die Siedlung eine gewisse regionale Bekanntheit. Sie ist heute ein Bestandteil der Route der Industriekultur.

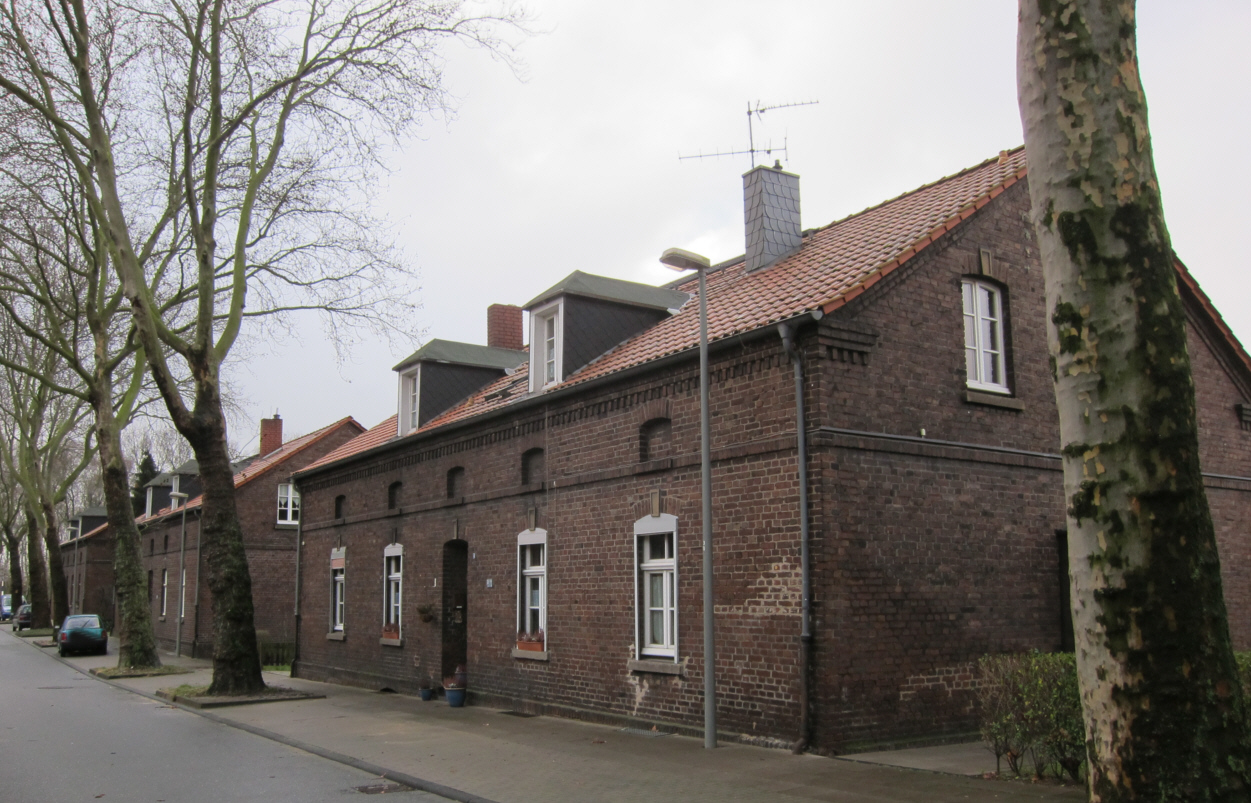
Erzstraße 2–10
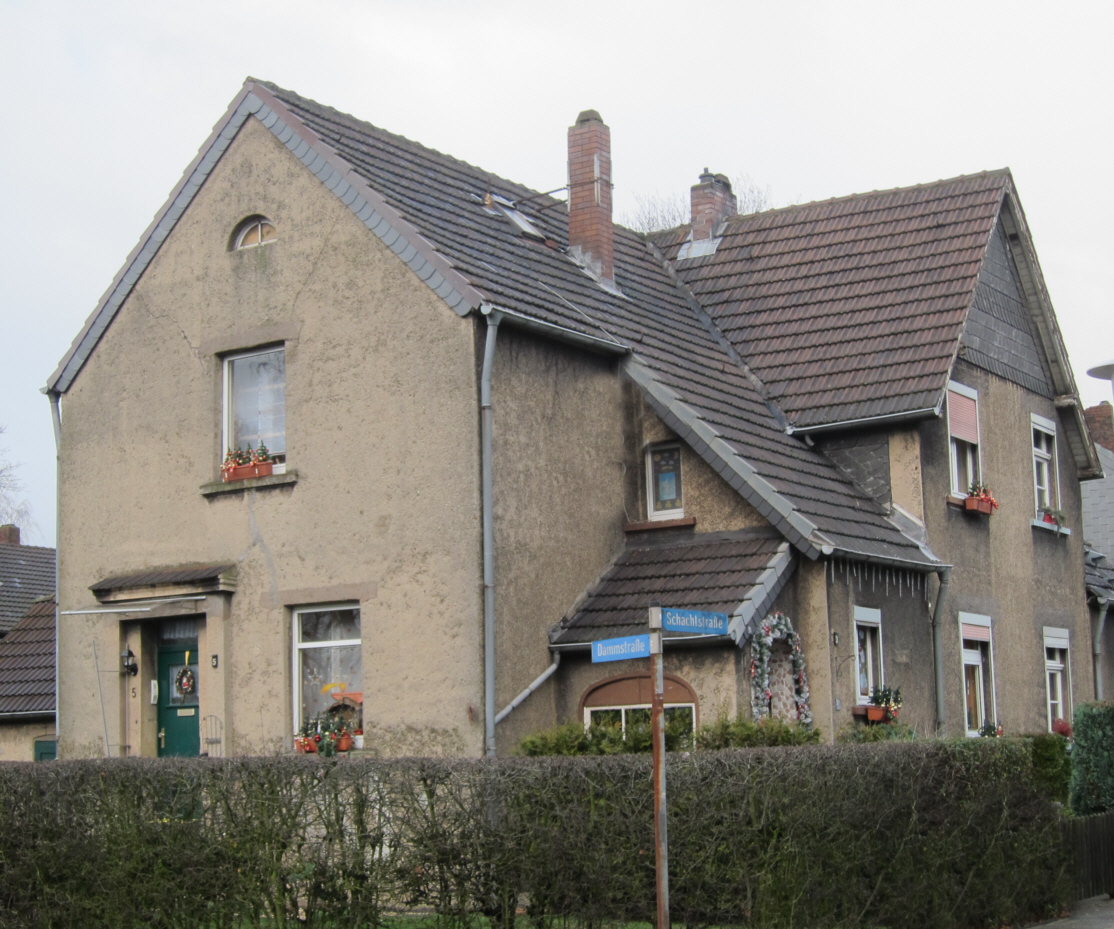
Schachtstraße 1–7
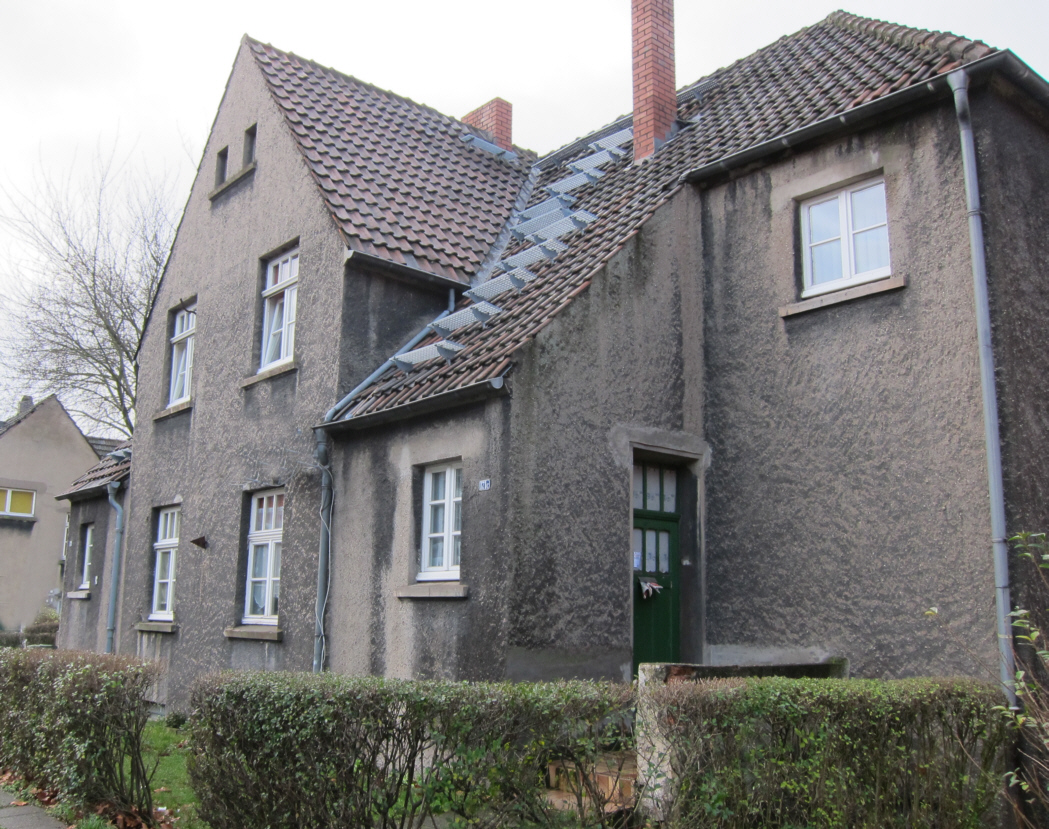
Weierstraße 161–171
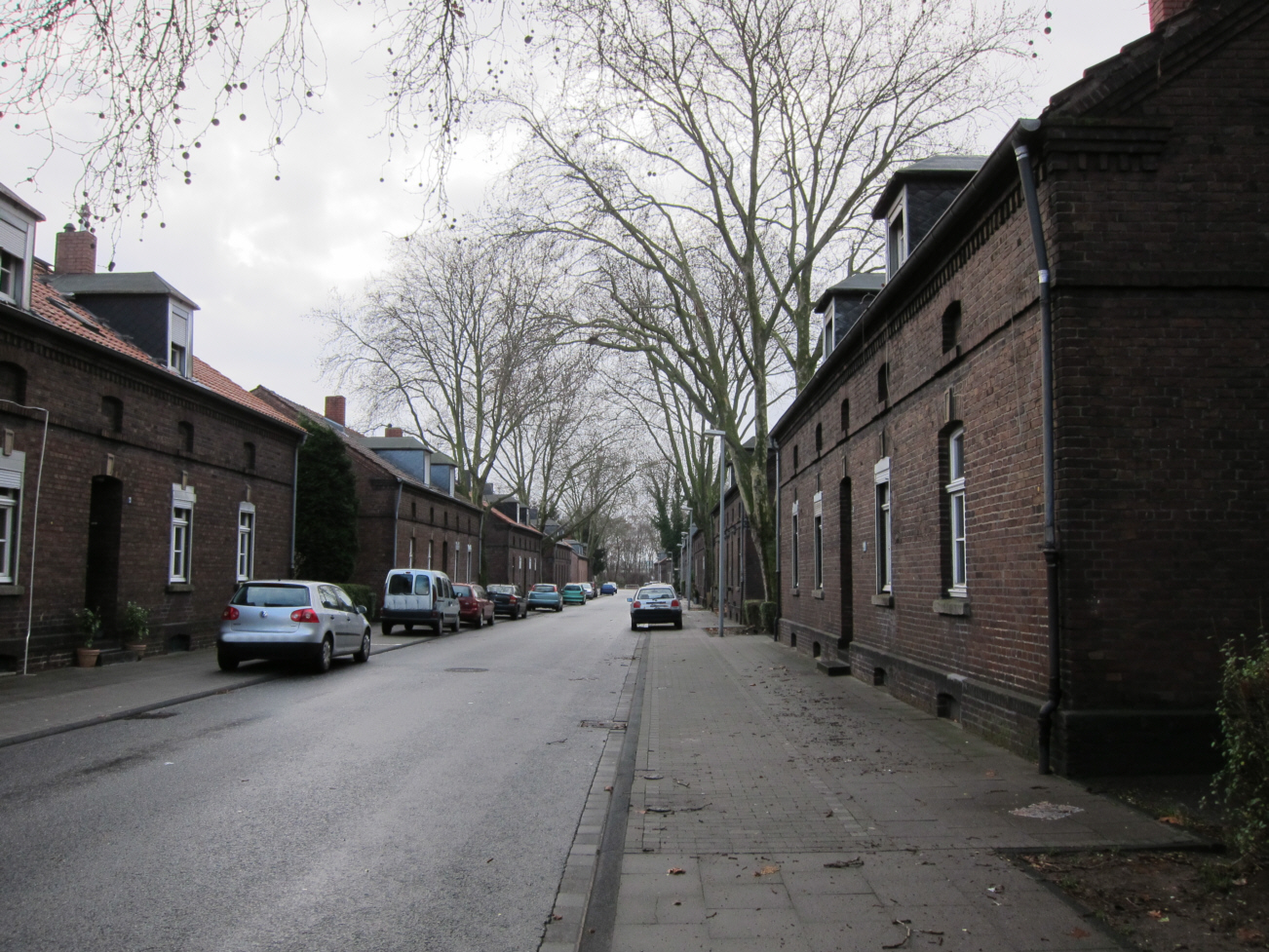
Zechenstraße